# 江田島市立切串小学校
江田島市立切串小学校（えたじましりつ きりくししょうがっこう）は、広島県江田島市江田島町切串に存在する公立小学校である。

## 沿革

### 開校以後
- 1875年(明治8年)
  - 3月15日 - 開進舎として開校[注 1]。
- 1880年(明治13年)
  - 11月 - 同校が簡易小学校と改称[1]。
- 1891年(明治24年)
  - 4月1日 - 同校が切串小学校と改称し中屋敷に移転[1]。
- 1911年(明治44年)
  - 同校が現在地に再移転[1]。
- 1951年(昭和26年)
  - 10月1日 - 同校が江田島町立切串小学校と改称[注 2]。
- 1985年(昭和60年)
  - 3月8日 - 同校の新校舎が落成[1]。
- 2004年(平成16年)
  - 4月1日 - 同校が江田島市立切串小学校と改称[注 3]。
- 2006年(平成18年)
  - 4月1日 - 同校に江田島市立大須小学校を統合[1]。
- 2020年(令和2年)
  - 3月7日 - 同校校舎の大規模改修完成式を挙行[1]。

## 学区
- 切串[2]
- 大須
- 幸ノ浦